# Storkyrkoförsamlingen
Storkyrkoförsamlingen var en församling i Stockholms stift i Stockholms kommun. Församlingen uppgick 1989 i Stockholms domkyrkoförsamling. Församlingskyrka var Storkyrkan.

## Administrativ historik
Ursprunget är den år 1260 genom en utbrytning ur Solna församling bildade Sankt Nikolai församling som namnändrades 1907 till Storkyrkoförsamlingen. 1558 utbröts Danviks hospital och Sicklaö församling (Danviksdelen), 3 maj 1558 utbröts Tyska Sankta Gertruds församling, 6 november 1577 utbröts Finska församlingen, 1587 utbröts Norrmalms församling (Klara), 25 juli 1591 utbröts Södermalms församling (Maria Magdalena), i början av 1600-talet utbröts Riddarholmens församling som sedan 1 december 1807 införlivades igen. Församlingen uppgick 1989 i Stockholms domkyrkoförsamling.
1 maj 1906 (enligt beslut den 16 mars 1906) överfördes Helgeandsholmen till Storkyrkoförsamlingen från församlingarna Klara och Jakob och Johannes församling.
Församlingen utgjorde till 1529 ett eget pastorat för att därefter till 1 maj 1638 vara moderförsamling i pastoratet Storkyrkoförsamlingen och Riddarholmen där till 1636 även Solna församling ingick. Från 1 maj 1638 till 1668 eget pastorat för att därefter till 1671 vara moderförsamling i pastoratet Storkyrkoförsamlingen och Solna. Från 1671 utgjorde församlingen ett eget pastorat. 

## Areal
Storkyrkoförsamlingen omfattade den 1 januari 1976 en areal av 0,9 kvadratkilometer, varav 0,4 kvadratkilometer land.

## Befolkningsutveckling
| Befolkningsutvecklingen i Nikolai eller Storkyrkoförsamlingen 1805–1985 | Befolkningsutvecklingen i Nikolai eller Storkyrkoförsamlingen 1805–1985 | Befolkningsutvecklingen i Nikolai eller Storkyrkoförsamlingen 1805–1985 | Befolkningsutvecklingen i Nikolai eller Storkyrkoförsamlingen 1805–1985 | Befolkningsutvecklingen i Nikolai eller Storkyrkoförsamlingen 1805–1985 |
| --- | ----------------------------------------------------------------------- | ----------------------------------------------------------------------- | ----------------------------------------------------------------------- | ----------------------------------------------------------------------- |
| |                                                                         |                                                                         |                                                                         |                                                                         |
| År |                                                                         |                                                                         | Folkmängd                                                               |                                                                         |
| 1805 | 1805                                                                    |                                                                         | 10 605                                                                  |                                                                         |
| 1810 | 1810                                                                    |                                                                         | 9 842                                                                   |                                                                         |
| 1820 | 1820                                                                    |                                                                         | 11 104                                                                  |                                                                         |
| 1830 | 1830                                                                    |                                                                         | 11 654                                                                  |                                                                         |
| 1840 | 1840                                                                    |                                                                         | 11 842                                                                  |                                                                         |
| 1850 | 1850                                                                    |                                                                         | 12 985                                                                  |                                                                         |
| 1860 | 1860                                                                    |                                                                         | 11 749                                                                  |                                                                         |
| 1870 | 1870                                                                    |                                                                         | 12 077                                                                  |                                                                         |
| 1880 | 1880                                                                    |                                                                         | 12 481                                                                  |                                                                         |
| 1890 | 1890                                                                    |                                                                         | 11 013                                                                  |                                                                         |
| 1900 | 1900                                                                    |                                                                         | 11 594                                                                  |                                                                         |
| 1910 | 1910                                                                    |                                                                         | 10 341                                                                  |                                                                         |
| 1920 | 1920                                                                    |                                                                         | 10 834                                                                  |                                                                         |
| 1930 | 1930                                                                    |                                                                         | 11 545                                                                  |                                                                         |
| 1935 | 1935                                                                    |                                                                         | 10 402                                                                  |                                                                         |
| 1940 | 1940                                                                    |                                                                         | 8 909                                                                   |                                                                         |
| 1945 | 1945                                                                    |                                                                         | 8 734                                                                   |                                                                         |
| 1950 | 1950                                                                    |                                                                         | 7 923                                                                   |                                                                         |
| 1955 | 1955                                                                    |                                                                         | 7 217                                                                   |                                                                         |
| 1960 | 1960                                                                    |                                                                         | 6 433                                                                   |                                                                         |
| 1965 | 1965                                                                    |                                                                         | 6 206                                                                   |                                                                         |
| 1970 | 1970                                                                    |                                                                         | 5 992                                                                   |                                                                         |
| 1975 | 1975                                                                    |                                                                         | 5 531                                                                   |                                                                         |
| 1980 | 1980                                                                    |                                                                         | 2 858                                                                   |                                                                         |
| 1985 | 1985                                                                    |                                                                         | 2 747                                                                   |                                                                         |
| Anm: För åren 1805-1850: befolkning enligt mantalsskriven befolkning 31 december enligt den administrativa indelningen den 1 januari följande år. Personer tillhörande icke-territoriella församlingar är inräknade i de territoriella församlingarnas folkmängd. För åren 1860-1945: befolkning enligt folkräkning 31 december enligt den administrativa indelningen den 1 januari följande år. 1950 avser befolkning enligt folkräkning den 31 december enligt den administrativa indelningen den 1 januari 1952. 1960-1970 avser befolkning enligt folkräkning den 1 november enligt den administrativa indelningen den 1 januari följande år. För åren 1955 samt 1975-1985: befolkning 31 december enligt den administrativa indelningen den 1 januari följande år. |                                                                         |                                                                         |                                                                         |                                                                         |

## Präster

### Kyrkoherdar
| Ämbetstid | Namn                           | Levnadstid | Övrigt                         |
| --------- | ------------------------------ | ---------- | ------------------------------ |
| 1524–1527 | Nicolaus Stecker               |            |                                |
| 1529–1539 | Joannes Nicolai Kökemester     |            |                                |
| 1540–     | Benedictus Olai                |            |                                |
| 1543–1552 | Olaus Petri (Phase)            | –1552      |                                |
| 1553–1562 | Johannes Nicolai Ofeegh        | –1574      |                                |
| 1562–1565 | Laurentius Olai Gestricius     | –1565      |                                |
| 1566–1567 | Jonas Erici                    |            |                                |
| 1567–1576 | Olaus Petri Medelpadius        | –1597      |                                |
| 1578–1580 | Jonas Birgeri                  | 1541–1580  |                                |
| 1581–1585 | Laurentius Forserus            |            |                                |
| 1585–1590 | Petrus Pauli                   | 1550–1594  |                                |
| 1593–1599 | Ericus Olai Skepperus          | 1555–1620  |                                |
| 1600–1603 | Carolus Petri Hedemorensis     | –1603      |                                |
| 1604–1611 | Johannes Raumannus             | 1570–1614  |                                |
| 1611–1619 | Olaus Elimaeus                 | 1570–1629  |                                |
| 1621–1623 | Benedictus Petri Leuchovius    | 1585–1623  |                                |
| 1624–1639 | Jacobus Johannis Zebrozynthius | 1582–1642  |                                |
| 1640–1648 | Olaus Laurelius                | 1585–1670  |                                |
| 1648–1649 | Simon Benedicti                | 1601–1649  |                                |
| 1650–1666 | Erik Gabrielsson Emporagrius   | 1606–1674  |                                |
| 1665      | Erik Odhelius                  | 1620–1666  | Utnämnd 1665.                  |
| 1666–1671 | Nicolaus Johannis Rudbeckius   | 1622–1676  |                                |
| 1671–1679 | Olof Svebilius                 | 1624–1700  |                                |
| 1679–1682 | Carolus Carlsson               | 1642–1708  |                                |
| 1682–1712 | Matthias Iser                  | 1645–1725  |                                |
| 1712–1718 | Samuel Törling                 | 1662–1718  |                                |
| 1719–1725 | Sven Caméen                    | 1667–1729  |                                |
| 1725–1731 | Nils Barchius                  | 1676–1733  |                                |
| 1731–1735 | Andreas Kalsenius              | 1688–1750  |                                |
| 1735–1743 | Eric Alstrin                   | 1683–1762  |                                |
| 1744–1750 | Anders Bergius                 | 1693–1750  |                                |
| 1752–1771 | Georg Claes Schröder           | 1713–1773  |                                |
| 1771–1775 | Daniel Herweghr                | 1720–1787  |                                |
| 1775–1779 | Olof Celsius den yngre         | 1716–1794  |                                |
| 1779–1782 | Uno von Troil                  | 1746–1803  |                                |
| 1782–1785 | Carl Edvard Taube              | 1746–1785  |                                |
| 1789–1801 | Johan Gustaf Flodin            | 1741–1808  |                                |
| 1801–1813 | Gustaf Murray                  | 1747–1825  |                                |
| 1813–1818 | Per Samuel Drysén              | 1760–1818  |                                |
| 1821–1839 | Johan Olof Wallin              | 1779–1839  |                                |
| 1840–1841 | Carl Peter Hagberg             | 1778–1841  |                                |
| 1845–1857 | Abraham Zacharias Pettersson   | 1792–1857  |                                |
| 1860–1879 | Carl Magnus Fallenius          | 1815–1879  |                                |
| 1882–1883 | Thore Strömberg                | 1820–1889  |                                |
| 1884–1895 | Fredrik Fehr                   | 1849–1895  |                                |
| 1897–1918 | Johan Fredrik Håhl             | 1835–1918  |                                |
| 1921–1940 | Nils Widner                    | 1870–1940  |                                |
| 1943–1958 | Olle Nystedt                   | 1888–1974  |                                |
| 1959–1970 | Åke Zetterberg                 | 1908–1985  | Drabbad av ett slaganfall 1967 |
| 1967–1970 | Ove Hassler                    | 1904–1988  | Tillförordnad                  |
| 1970–1972 | Åke Kastlund                   | 1916–1999  |                                |
| 1972–1979 | Lars Carlzon                   | 1918–2004  |                                |
| 1980–1985 | Ludvig Jönsson                 | 1923–1985  |                                |
| 1986–1989 | Gösta Wrede                    | 1928–2018  |                                |

### Komministrar
| Ämbetstid | Namn                          | Levnadstid | Övrigt                                           |
| --------- | ----------------------------- | ---------- | ------------------------------------------------ |
| 1528–1541 | Ericus Svenonis Hjort         | –1545      |                                                  |
| 1533–1540 | Lars                          |            |                                                  |
| 1534–1537 | Welam                         |            |                                                  |
| 1541–1553 | Hans                          |            |                                                  |
| 1546–1550 | Mårten                        |            |                                                  |
| 1547–1548 | Matts                         |            |                                                  |
| 1547–1576 | Petrus Erici                  |            |                                                  |
| 1547–1576 | Ericus Petri                  |            |                                                  |
| 1553      | Michael Nicolai               |            |                                                  |
| 1554      | Michael Olai                  |            |                                                  |
| 1566–1580 | Hans Laurentii                |            |                                                  |
| 1573–1581 | Jacob Andreæ                  |            |                                                  |
| 1577–1585 | Augustinus Olai               |            | Senare kyrkoherde i Riddarholmens församling.    |
| 1579      | Christoffer                   |            |                                                  |
| 1580–1592 | Johannes Johannis Täbyensis   |            | Senare kyrkoherde i Danviks församling.          |
| 1581–1585 | Mårten Johannis               |            | Senare poenitentiarier.                          |
| 1586–1587 | Joen                          |            |                                                  |
| 1586–1589 | Nicolaus Andreæ Gaza          | –1647      | Senare superintendent i Estland.                 |
| 1587–1588 | Daniel                        |            |                                                  |
| 1589–1592 | Ericus Erici Helsingius       |            |                                                  |
| 1589–1592 | Engelbertus Engelberti        |            |                                                  |
| 1592–1605 | Michael Laurentii Roslagius   | –1618      |                                                  |
| 1605–1612 | Håkan                         |            |                                                  |
| 1613–1618 | Michael Laurentii Roslagius   | –1618      |                                                  |
| 1619–1633 | Laurentius Matthiæ Myliander  | 1580–1674  | Senare kyrkoherde i Maria Magdalena församling.  |
| 1636–1644 | Johannes Johannis Giristadius | –1644      |                                                  |
| 1645–1679 | Johannes Petri Kellingius     | –1679      |                                                  |
| 1681–1689 | Olaus Andreæ Amnæus           | –1689      |                                                  |
| 1691–1697 | Johan Welin                   | –1697      | Utnämnd till kyrkoherde i Filipstads församling. |
| 1698–1715 | Jonas Högvall                 | 1662–1729  | Senare kyrkoherde i Nors församling.             |
| 1717–1729 | Anders Båld d.ä.              | 1679—1751  | Senare kyrkoherde i Katarina församling.         |
| 1729–1747 | Nils Sundius                  | 1687–1761  | Senare kyrkoherde i Nora församling              |
| 1747–1767 | Johan Stenbeck                | 1715–1777  | Senare kyrkoherde i Hedvig Eleonora församling.  |
| 1767–1779 | Sven Sandmark                 | 1729–1786  | Senare kyrkoherde i Rångedala församling         |
| 1779–1795 | Ludvig Bernhard Ahnger        | 1741–1795  |                                                  |
| 1798–1809 | Carl Benjamin Lundal          | 1757–1809  |                                                  |
| 1812–1819 | Johan Gustaf Bure             | 1766–1819  |                                                  |
| 1822–1836 | Eric Johan Bergegren          | 1768–1836  | Riksdagsman.                                     |
| 1839–1860 | Lars Gabriel Bollin           | 1805–1860  |                                                  |
| 1861–1865 | Otto Abraham Askergren        | 1816–1890  | Senare kyrkoherde i Gamleby församling.          |
| 1865–1889 | Harald Johan Ruus             | 1821–1889  |                                                  |
| 1892–1906 | Ernst Johan Holmberg          | 1849–1906  |                                                  |
| 1907–1931 | Axel Christer Mörner          | 1851–1941  |                                                  |
| 1932–1937 | Oscar Krook                   | 1872–1949  | Senare kyrkoherde i Ulrika Eleonora församling.  |
| 1938–     | Gabriel Grefberg              | 1892–1960  |                                                  |

### Andre komministrar
Komministertjänsten vakanssattes 20 juni 1924 och drogs in 1 maj 1926.
| Ämbetstid | Namn                        | Levnadstid | Övrigt                                          |
| --------- | --------------------------- | ---------- | ----------------------------------------------- |
| 1592–1593 | Johan                       |            |                                                 |
| 1593–1605 | Steno Holgeri               |            |                                                 |
| 1606–1612 | Augustin                    | –1612      |                                                 |
| 1613–1623 | Ericus Erici Gestricus      |            |                                                 |
| 1624–1630 | Olaus Petri Roslagius       |            |                                                 |
| 1631–1642 | Ericus Martini Wendalius    | –1650      | Senare kyrkoherde i Börstils församling.        |
| 1642–1646 | Johan Gammarl               | –1652      | Senare kyrkoherde i Tierps församling.          |
| 1646–1661 | Joannes Caroli Gishulterus  | –1665      | Senare kyrkoherde i Gårdsby församling.         |
| 1661–1664 | Samuel Matthiæ Edh          | –1667      | Senare kyrkoherde i Lovö församling.            |
| 1664–1673 | Laurentius Benedicti Sandel | 1637–1673  |                                                 |
| 1675–1676 | Augustin Lenander           | 1636–1701  | Senare kyrkoherde i Börstils församling.        |
| 1676–1686 | Magnus Johannis Melander    | 1630–1693  |                                                 |
| 1686–1716 | Erik Holmén                 | 1644–1716  |                                                 |
| 1717–1729 | Michael Hermonius           | 1680–1749  | Senare kyrkoherde i Maria Magdalena församling. |
| 1729–1730 | Christian Törning           | 1701–1741  | Senare kyrkoherde i Riddarholmens församling.   |
| 1730–1755 | Nils Busk                   | 1686–1755  |                                                 |
| 1757–1777 | Sven Fryxell                | 1719–1787  |                                                 |
| 1777–1797 | Lars Lindström              | 1743–1809  |                                                 |
| 1798–1816 | Carl Fredrik Ortman         | 1756–1823  |                                                 |
| 1816–1842 | Johan Logren                | 1760–1842  |                                                 |
| 1845–1848 | Johan Nathanael Gestrin     | 1804–1887  |                                                 |
| 1848–1858 | Carl Edmund Wenström        | 1810–1879  |                                                 |
| 1859–1887 | Philip Gustaf Anjou         | 1809–1887  |                                                 |
| 1889–1910 | Immanuel Kiellman-Göranson  | 1851–1910  |                                                 |
| 1911–1918 | Anton Karlgren              | 1861–1918  |                                                 |

### Tredje komministrar
Komministertjänsten drogs in 1 februari 1931.
| Ämbetstid | Namn                                | Levnadstid | Övrigt                                        |
| --------- | ----------------------------------- | ---------- | --------------------------------------------- |
| 1592–1599 | Olaus Henrici                       | –1599      |                                               |
| 1600–1606 | Azarias (Assar) Johannis            | 1570–1642  |                                               |
| 1606–1627 | Petrus Laurentii Gothus Tingstadius |            | Senare kyrkoherde i Riddarholmens församling. |
| 1626–1628 | Jakob                               |            |                                               |
| 1628–1634 | Engelbertus Olai Noræus             | 1595–1636  |                                               |
| 1634–1647 | Nicolaus Andreæ Arnæsius            | 1605–1661  |                                               |
| 1647–1659 | Abrahamus Magni Agrivillius         | –1672      |                                               |
| 1660–1673 | Jonas Olai Korbelius                | –1680      |                                               |
| 1673–1678 | Ericus Noræus                       | 1639–1699  |                                               |
| 1679–1684 | Erik Frondin                        | 1647–1708  |                                               |
| 1684–1692 | Johannes Laurentii Barchius         | 1651–1701  |                                               |
| 1692–1694 | Jonas Andreæ Petrelius              | 1660–1694  |                                               |
| 1695–1710 | Nicolaus Petri Hjort                | 1665–1710  |                                               |
| 1713–1724 | Hans Andreæ Gädda                   | 1670–1725  |                                               |
| 1724–1730 | Johan Stricker                      | 1695–1730  |                                               |
| 1732–1755 | Carl Fiellström                     | 1698–1760  |                                               |
| 1756–1765 | Carl Fant                           | 1716–1784  |                                               |
| 1765–1776 | Erik Waller                         | 1732–1811  |                                               |
| 1776–1783 | Adolph Stare                        | 1742–1798  |                                               |
| 1783–1795 | Nils Erik Netzel                    | 1748–1817  |                                               |
| 1795–1800 | Johan Henric Ålenius                | 1759–1827  |                                               |
| 1801–1805 | Jonas Odén                          | 1746–1805  |                                               |
| 1806–1815 | Nathanael Gnospelius                | 1765–1846  |                                               |
| 1815–1822 | Gudmund Johan Hallenborg            | 1781–1824  |                                               |
| 1823–1828 | Johan Samuel Drysén                 | 1787–1828  |                                               |
| 1832–1844 | Carl Fredric Dahlgren               | 1791–1844  |                                               |
| 1847–1861 | Jacob Herman Tydén                  | 1807–1861  |                                               |
| 1864–1897 | Carl David Bersén                   | 1808–1897  |                                               |
| 1900–1907 | Samuel Fries                        | 1867–1914  | Senare kyrkoherde i Oscars församling.        |
| 1908–1929 | Robert Brandel                      | 1864–1929  |                                               |

## Kyrkomusiker

### Domkyrkoorganister
| Verksam   | Namn            | Levnadstid | Övrigt            |
| --------- | --------------- | ---------- | ----------------- |
| 1942-1953 | David Wikander  | 1884-1955  |                   |
| 1953–1980 | Gotthard Arnér  | 1913-2002  | Domkyrkoorganist. |
| 1980–2011 | Gustaf Sjökvist | 1943-2015  |                   |

### Organister
Lista över organister.
| Verksam   | Namn                                        | Levnadstid   | Övrigt                              |
| --------- | ------------------------------------------- | ------------ | ----------------------------------- |
| 1453-1477 | Laurens                                     | Orgelmästare |                                     |
| 1498      | Peder                                       |              | Orgellekare                         |
| 1505-1512 | Henrik Olai                                 |              | Organist                            |
| 1509      | Albertus Pictor                             |              |                                     |
| 1509      | Hans Juthe                                  |              |                                     |
| 1510-1512 | Laurens Salomonis                           | -1512        | organist                            |
| 1512-1513 | Jacobus Kanuti                              |              |                                     |
| 1513      | Örjan                                       |              | orgellekare                         |
| 1517-1519 | Erik (orgellekare) och Anders (stadslekare) |              |                                     |
| 1519-1542 | Lars                                        |              | Organist                            |
| 1530-1535 | Henrik                                      |              | Organist                            |
| 1535-1551 | Hans Larsson                                |              | Organist                            |
| 1573-1578 | Johan                                       |              | Organist                            |
| 1579-1581 | Benedictus                                  |              | Organist                            |
| 1581      | Johan Schönewald                            |              |                                     |
| 1582-1588 | Cornelius Johansson Schröder                |              |                                     |
| 1590-1594 | Johannes                                    |              |                                     |
| 1595-1598 | Påvel                                       |              | Organist'                           |
| 1623-1641 | Johannes Arentz                             | -1648        | Organist                            |
| 1641-1649 | Martin Düben                                | 1598-1649    | Organist                            |
| 1649-1662 | Anders Düben den äldre                      | 1597-1662    | Organist                            |
| 1663-1689 | Martin Decker den äldre                     | -1689        | Organist                            |
| 1689-1717 | Lüdert Dijkman                              | 1648-1717    | Organist                            |
| 1717-1753 | Ferdinand Zellbell den äldre                | 1689-1765    | Organist                            |
| 1753-1779 | Ferdinand Zellbell d.y.                     | 1753-1779    | Organist                            |
| 1779-1781 | Johan Öberg den yngre                       | 1753-1781    | Instrumenttillverkare och organist. |
| 1781-1800 | Johan Wikmanson                             | 1753-1800    | Organist                            |
| 1800-1825 | Eric Gabriel von Rosén                      | 1775-1866    | Organist                            |
| 1822-1827 | Anders Holmberg                             | 1799-1870    | Ställföreträdande organist.         |
| 1830-1872 | Carl Torssell                               | 1808-1872    | Organist                            |
| 1875-1915 | Conrad Nordqvist                            | 1840–1920    | Organist.                           |
| 1918-1919 | Harald Fryklöf                              | 1882–1919    | Organist.                           |
| 1920-1942 | David Wikander                              | 1884-1955    | Organist.                           |

### Kantorer
Lista över kantorer.
| Verksam   | Namn            | Levnadstid | Övrigt  |
| --------- | --------------- | ---------- | ------- |
| 1885–1908 | Johan Lindegren | 1842–1908  | Kantor. |